# Грининг, Джонатан
Джо́натан Гри́нинг (англ. Jonathan Greening; род. 2 января 1979 года в Скарборо) — английский футболист, полузащитник, тренер.
Начал карьеру в клубе «Йорк Сити». В 1998 году перешёл в «Манчестер Юнайтед», с которым выиграл Лигу чемпионов. В 2001 году покинул «Юнайтед» и вместе с ассистентом Алекса Фергюсона Стивом Маклареном перешёл в «Мидлсбро». Вызывался в основную сборную Англии, но не сыграл ни одного матча. В 2004 году перешёл в «Вест Бромвич Альбион» за £1,25 млн. В 2008 году был капитаном «Вест Бромвича», который занял первое место в Чемпионате Футбольной лиги и вернулся в Премьер-лигу. Летом 2009 года перешёл в «Фулхэм» на правах аренды, а через год состоялся полноценный трансфер.
Грининг обычно выступал на позиции левого атакующего полузащитника, но может сыграть и в центре полузащиты.

## Карьера

### «Йорк Сити»
Грининг начал карьеру в клубе «Йорк Сити». В конце сезона 1996/97 он начал выступать за основной состав клуба.

### «Манчестер Юнайтед»
В феврале 1998 года Грининг прошёл просмотр в «Манчестер Юнайтед», а 25 марта подписал контракт с клубом. Стоимость его трансфера составила £500 000, причём она могла возрасти до £2 млн в зависимости от выступлений игрока. Грининг, выступавший на позиции атакующего полузащитника, не смог стать игроком основного состава из-за высокой конкуренции. В 1999 году он попал в заявку «Манчестер Юнайтед» на финал Лиги чемпионов, но провёл весь матч на скамейке запасных. Он не провёл в этом розыгрыше Лиги чемпионов ни одного матча, однако получил медаль победителя турнира за нахождение на скамейке в финале, и впоследствии признался, что чувствовал себя при этом «мошенником». В другом победном для «Юнайтед» турнире в сезоне 1998/99, Кубке Англии, Грининг сыграл, выйдя на замену в матче пятого раунда против «Фулхэма».
По завершении сезона 1999/2000 Грининг подписал новый контракт с «Юнайтед», но затем решил покинуть команду из-за недостатка игровой практики и желания регулярно играть в футбол.

### «Мидлсбро»
Летом 2001 года Грининг перешёл в «Мидлсбро» вместе с другим игроком «Манчестер Юнайтед» Марком Уилсоном и с ассистентом Алекса Фергюсона Стивом Маклареном, назначенным на пост главного тренера «Мидлсбро»». Грининг провёл за клуб три сезона. В сезоне 2002/03 признавался «игроком года» в «Мидлсбро». В 2002 году вызывался в сборную Англии, но не выходил на поле.

### «Вест Бромвич Альбион»
Летом 2004 года Грининг перешёл в «Вест Бромвич Альбион» за £1,25 млн. 14 августа 2004 года он дебютировал за «дроздов» в матче против «Блэкберн Роверс» в первом туре Премьер-лиги. Он сразу стал игроком основного состава клуба и помог своей команде остаться в Премьер-лиге. В три своих первых года в клубе он провёл за «Вест Бромвич» 125 матчей, из них лишь в семи встречах выходя на замену.
Летом 2007 года Грининг продлил свой контракт с клубом. В сезоне 2007/08 он был капитаном «Вест Бромвича», проведя за клуб все 46 матчей в Чемпионате Футбольной лиги и 8 из 9 матчей в Кубке Англии. «Вест Бромвич» дошёл в этом сезоне до полуфинала Кубка Англии, в котором уступил «Портсмуту», будущему обладателю кубка, со счётом 1:0. Через месяц «дрозды» праздновали свою победу в Чемпионате Футбольной лиги и возвращение в Премьер-лигу. Грининг был включён в «команду года» Чемпионата Футбольной лиги по версии ПФА. В последние два месяца сезона у Грининга обострилась проблема с грыжей, но он доиграл сезон, после чего ему была проведена операция.
В конце сезона 2008/09 Грининг заявил, что он собирается продлить контракт с «дроздами». Ему был предложен четырёхлетний контракт, но вместо этого в июле он потребовал выставить себя на трансфер. После этого «Вест Бромвич» отверг «смехотворное» трансферное предложение от «Фулхэма». Тем не менее, в августе 2009 года Грининг перешёл в «Фулхэм» на правах аренды сроком на один сезон с возможностью полноценного трансфера по окончании срока аренды. 3 февраля в матче против «Портсмута» Грининг забил свой первый гол за «дачников».

### «Фулхэм»
1 июля 2010 года Грининг подписал с «Фулхэмом» двухлетний контракт.

### «Ноттингем Форест»
18 июля 2011 года Грининг подписал трёхлетний контракт с клубом «Ноттингем Форест».

### «Йорк Сити»
В ноябре 2015 года вернулся в клуб «Йорк Сити» в качестве тренера, но потом был заявлен как футболист.